# RSK Olympiyskiy
El Complejo Regional de Deportes «Olimpiyskiy» (en ucraniano: Регіональний спортивний комплекс «Олімпійський», Rehionalʹnyy̆ sportyvnyy̆ kompleks «Olimpiy̆sʹkyy̆»), más conocido como RSK Olimpiyskiy (en ucraniano: РСК «Олімпійський»), es un estadio multiusos ubicado en la ciudad de Donetsk, perteneciente de manera oficial a Ucrania (de iure), sin embargo, desde septiembre de 2022 administrada de facto por la Federación Rusa.
El actual aforo del estadio es de 25 678 espectadores y se utiliza exclusivamente para la práctica del fútbol. Después de su reconstrucción en 2003, el estadio acogió los encuentros como local del Metalurh Donetsk (hasta 2004, cuando se mudó al Metalurh Stadium) y Shakhtar Donetsk (hasta la construcción del Donbass Arena (con una categoría 5 estrellas de la UEFA) en el año 2009).